# Régi magyar irodalom
A régi magyar irodalom a nyelvújítás és a testőrírók mozgalma előtti magyarországi irodalmat – a honfoglaló magyarság szájhagyomány útján terjedő irodalmát, a középkori Magyarország, a reneszánsz, a reformáció és a barokk kor irodalmát – jelöli, a régi magyar festészet analógiájára. Régi magyar irodalom név alatt oktatják ezeknek a koroknak az irodalmát a felsőoktatásban (előadásban és szemináriumban egyaránt; utánuk a klasszikus, majd a modern magyar irodalom következik).
Részletesen az alábbi lapokat lásd:
- Középkori magyar irodalom
- A reneszánsz magyar irodalma
- A barokk kor magyar irodalma